# شركة الاستثمارات الوطنية
شركة الإستثمارات الوطنية, شركة أسست سنة 1987 تعد من أكبر الشركات الإستثمارية الكويتية. مدرجة منذ 1988 في سوق الكويت للأوراق المالية. أكبر المساهمين فيها شركة الخير الوطنية للأسهم والعقارات (واخرين) ب 35.75 % من رأس المال (بطريقة غير مباشرة).
يتمثل النشاط الأساسي للشركة في القيام بجميع أعمال الوساطة المالية والسمسرة وجميع المعاملات من إقراض واقتراض وكفالات وإصدار السندات وجميع الأعمال المتعلقة بالأوراق المالية وإدارة المحافظ الاستثمارية والعقارية وإنشاء وإدارة الصناديق لحسابها وحساب الغير وتقديم كافة الخدمات المالية والاستشارية والاستثمارية التي تساعد على تطوير وتدعيم قدرة السوق المالي والنقدي.
وفي 4 مارس 2024 أعلنت الشركة في بيان لها تحقيق أرباح مالية صافية بلغت 4.1 مليون دينار كويتي (13.33 مليون دولار) خلال السنة المالية المنتهية في 31 ديسمبر 2023، مقارنة مع أرباح 8.7 مليون دينار كويتي في 2022.

## رؤساء ومجلس إدارة الشركة
- بدر ناصر الخرافي،رئيس مجلس الإدارة [1]
- خالد وليد خالد الفلاح، نائب رئيس مجلس الإدارة
- أنس خالد الصالح
- طيبة محمد القطامي
- فهد عبدالرحمن المخيزيم، الرئيس التنفيذي
- ناير جريش، المدير المالي